# Ronny Deila
Ronny Deila (Porsgrunn, 21 september 1975) is een Noors voetbalcoach en voormalig profvoetballer.

## Carrière
Deila speelde voor Urædd, Odd Grenland, Viking FK en Strømsgodset. Hij was ook manager van IL Brodd en Strømsgodset. Met die laatste club won hij in 2010 de Noorse beker en werd hij in 2013 landskampioen. Deila was van 2014 tot medio 2016 coach van Celtic, waarmee hij twee keer Schots landskampioen werd en één keer de League Cup won. Deilia bereikte in juli 2016 een akkoord met Vålerenga IF om daar op 1 januari 2017 aan de slag te gaan. Op 1 juli 2022 werd hij, na een periode in de MLS als trainer van New York City FC (1 titel), coach van Standard Luik. 
Op 25 mei 2023 kondigde Club Brugge aan dat Deila de overstap had gemaakt naar het Jan Breydelstadion. Onder zijn leiding sloot Club Brugge de reguliere competitie af op de vierde plaats, met maar liefst negentien punten minder dan leider Union Sint-Gillis. Op 18 maart 2024 zette Club Brugge de Noor dan ook aan de deur. Onder leiding van interim-trainer Nicky Hayen kroonde Club Brugge zich na een 24 op 30 in de play-offs uiteindelijk toch nog tot landskampioen. Toen Deila in maart 2024 vertrok, deed Club Brugge nog steeds mee in de Conference League: vier dagen voor zijn ontslag had de Noor kwalificatie afgedwongen voor de kwartfinale van het toernooi na een 3-0-zege tegen Molde FK. Onder leiding van Hayen sneuvelde Club Brugge uiteindelijk in de halve finale.
In de zomer van 2024 ging Deila aan de slag bij Al-Wahda FC, een club uit de Verenigde Arabische Emiraten. Nog voor het einde van het kalenderjaar werd hij er op de keien gezet. Het duurde niet lang voordat Deila een nieuwe baan had. Op 20 december 2024 werd hij namelijk aangesteld als hoofdtrainer van Atlanta United.

## Erelijst
Als speler
| Beker van Noorwegen | 1x | 2000 |

Als trainer
| Competitie                       |                 |                  |                 |                 |
| Competitie                       | Aantal          | Jaren            |                 |                 |
| Strømsgodset IF                  | Strømsgodset IF | Strømsgodset IF  | Strømsgodset IF | Strømsgodset IF |
| -------------------------------- | --------------- | ---------------- | --------------- | --------------- |
| Kampioen Tippeligaen             | 1x              | 2013             |                 |                 |
| Beker van Noorwegen              | 1x              | 2010             |                 |                 |
| Celtic FC                        |                 |                  |                 |                 |
| Kampioen Scottish Premier League | 2x              | 2014/15, 2015/16 |                 |                 |
| Scottish League Cup              | 1x              | 2014/15          |                 |                 |
| New York City FC                 |                 |                  |                 |                 |
| MLS Cup                          | 1x              | 2021             |                 |                 |